# Sim Samedy
Sim Samedy (* 29. März 1997) ist ein kambodschanischer Leichtathlet, der sich auf das Kugelstoßen spezialisiert hat.

## Sportliche Laufbahn
Erste internationale Erfahrungen sammelte Sim Samedy Loong im Jahr 2022, als er bei den Südostasienspielen in Hanoi mit neuem Landesrekord von 14,07 m den siebten Platz im Kugelstoßen belegte. Im Jahr darauf erreichte er bei den Südostasienspielen in Phnom Penh mit Landesrekord von 14,65 m Rang acht im Kugelstoßen und belegte auch im Diskuswurf mit 37,58 m den achten Platz. Im Oktober gelangte er bei den Asienspielen in Hangzhou mit 13,94 m auf Rang 13 im Kugelstoßen und wurde im Diskuswurf mit 39,12 m Elfter.

## Persönliche Bestleistungen
- Kugelstoßen: 14,65 m, 9. Mai 2023 in Phnom Penh
- Diskuswurf: 39,12 m, 2. Oktober 2023 in Hangzhou